# Alagiri járás

Az Alagiri járás Észak-Oszétiában

Az Alagiri járás (oroszul Алагирский район, oszét nyelven Алагиры район) Oroszország egyik járása Észak-Oszétia területén. Székhelye Alagir.

## Népesség
- 1989-ben 38 983 lakosa volt, melyből 33 395 oszét (85,7%), 4 077 orosz (10,5%), 313 ukrán, 119 grúz, 116 örmény, 83 ingus, 37 kabard, 33 kumük.
- 2002-ben 38 581 lakosa volt, melyből 35 355 oszét (91,6%), 2 242 orosz (5,8%), 210 örmény, 151 grúz, 109 ukrán, 18 kabard, 11 kumük, 6 ingus.
- 2010-ben 38 830 lakosa volt, melyből 35 742 oszét, 1 909 orosz, 196 örmény, 170 grúz, 128 török, 86 ukrán, 57 azeri, 54 üzbég, 40 tadzsik, 28 lezg, 27 kabard, 26 avar, 23 tatár, 21 lak, 13 tabaszaran, 11 csecsen, 11 kumik, 11 türkmén, 10 görög stb.